# البحيرة (رواية)
البحيرة (باليابانية:みづうみ) مؤلفها ياسوناري كواباتا الحائز على جائزة نوبل للأدب سنة 1968، ترجمها للعربية عبد الرزاق جعفر عام 1997 و علي عبد الأمير صالح عام 2010.

## عن الرواية
تسلك الرواية المنحى الروائي الحزين، لتغدو بمثابة مرثية تروي جوانب من السيرة الذاتية المليئة بصور الحرمان والوحدة والحسرة والقلق والألم لياسوناري.

## أحداث الرواية
تتحدث الرواية عن «جيمبي» المصاب بمرض في قدميه يحمله على ملاحقة الفتيات الجميلات، وتحدث المفارقة الأخيرة حين تقوم إحداهن بتتبعه.
أحداثها تتداخل بطريقة غريبة جدا، تجعلك تحس أحيانا أنك في حلم، تنتقل من مكان إلى آخر ومن الأفكار الشخصية لإحدى الشخصيات إلى أخرى دون أن تشعر بالنقلة الزمانية أو المكانية أو حتى تشك في وجودها.

## شخصيات الرواية
جيمبي: الشخصية المحورية في الرواية، شاب يعاني من مرض في قدميه، مما يجعله يعيش في عزلة ويطور هوسًا بملاحقة الفتيات الجميلات. يمثل جيمبي نموذجًا للإنسان المنكسر الذي يبحث عن معنى في عالم غامض ومضطرب .
يوكيكو (أو إحدى الفتيات اللواتي يراقبهن): تظهر كرمز للجمال والبراءة، لكنها أيضًا تثير في جيمبي مشاعر متضاربة من الرغبة والقلق. في لحظة مفارقة، تقوم إحدى الفتيات بتتبعه بدلًا من أن يكون هو المتتبع.
الفتاة التي تلاحق جيمبي: تمثل انعكاسًا لعالمه الداخلي، وتكسر نمط العلاقة التقليدية بين المراقِب والمراقَب، مما يضيف بعدًا فلسفيًا للرواية.

شخصيات عابرة: تظهر في خلفية الأحداث، وتساهم في رسم البيئة النفسية والاجتماعية التي يعيش فيها جيمبي، مثل سكان الحي أو زوار البحيرة.

## اقتباسات من الرواية
"أنتِ تملكين صوتًا عذبًا محبوبًا." "صوتًا؟" "نعم، إنه يتردد حتى حين تتوقفين عن الكلام... أتمنى أن يستمر إلى الأبد. أحس أن شيئًا رقيقًا وناعمًا يتغلغل في أذني الداخلية ويصل إلى صميم دماغي..."
"إن الكذبة، ما إن نرويها، لا تختفي أبدًا، بل تظل تلاحقنا زمنًا طويلًا."
"أشعر كأنني أسمع صوتَ ملاكٍ يهمس بالحب... حتى الأكاذيب سوف تتلاشى."
"ستكون جريمة تقريبًا أن يحس المرءُ بعدم الارتياح وهو يستمع إلى صوتك الشجي." تعبير عن مدى تأثير الصوت في النفس، وكأن الجمال السمعي يحمل طاقة تطهر الروح.
"أتمنى أن أمحو كلَّ الأصوات البشرية الأخرى التي استوطنت هناك، كي أستطيع أن أرهفَ السمع إلى صوتكِ الشجي وحده." هنا يتجلى الهوس بالجمال في أنقى صوره، حيث يصبح الصوت ملاذًا من ضجيج العالم.

"في الواقع، إنه يجعل أكثر المجرمين قسوةً وديعاً كالحمل." اقتباس يربط بين الجمال الداخلي وقدرته على تهذيب حتى أكثر النفوس قسوة

## أسلوب الرواية
تتميز رواية البحيرة للكاتب الياباني ياسوناري كواباتا بأسلوب تأملي شعري يمزج بين الانفعالات النفسية العميقة والطبيعة الرمزية الهادئة، وتُظهر براعة الكاتب في الاقتصاد اللغوي واستخدام الصور الحسية لرسم العزلة والاغتراب الوجودي. تعتمد الرواية على السرد الداخلي والانسياب الشعوري بدلاً من الحبكة التقليدية، حيث تتحول البحيرة إلى رمز للانكسار والرغبة والبحث عن الذات. يتخلل النص لغة شاعرية دقيقة تتناغم فيها الأصوات والصور واللحظات الصامتة، مما يعكس فلسفة كواباتا في الجمال المختفي وسط الألم والغرابة النفسية.